# Feargus Edward O'Connor
Feargus Edward O'Connor (Connorville, 18 luglio 1794 – Londra, 30 agosto 1855) è stato un politico irlandese.

## Biografia
Esponente radicale del movimento cartista, si oppose alla politica moderata di Daniel O'Connell, nel 1832 venne eletto deputato alla camera dei Comuni del Parlamento inglese, stabilendosi in seguito in Inghilterra, dove nel 1837 fondò il giornale Northern Star. Nel 1841 riorganizzò il movimento, fondando l'associazione cartista nazionale che rifiutava qualsiasi compromesso con la classe borghese. Come deputato, O'Connor si batté per l'attuazione della riforma agraria in Irlanda e promosse anche uno sciopero generale nel 1842, ma alla fine, preso da scrupoli, finì per frustrarne i risultati. Anche il suo concetto del cartismo, fondato sulla "forza fisica" (contrapposto ai sostenitori della "forza morale" di Lovett), finì per indebolire il movimento, che si esaurì verso il 1848. Rieletto deputato nel 1847, O 'Connor nel 1852 impazzì a seguito del fallimento di altri moti insurrezionali, venendo internato alla fine in un manicomio londinese, dove morì nel 1855.